# Потужність електричного струму

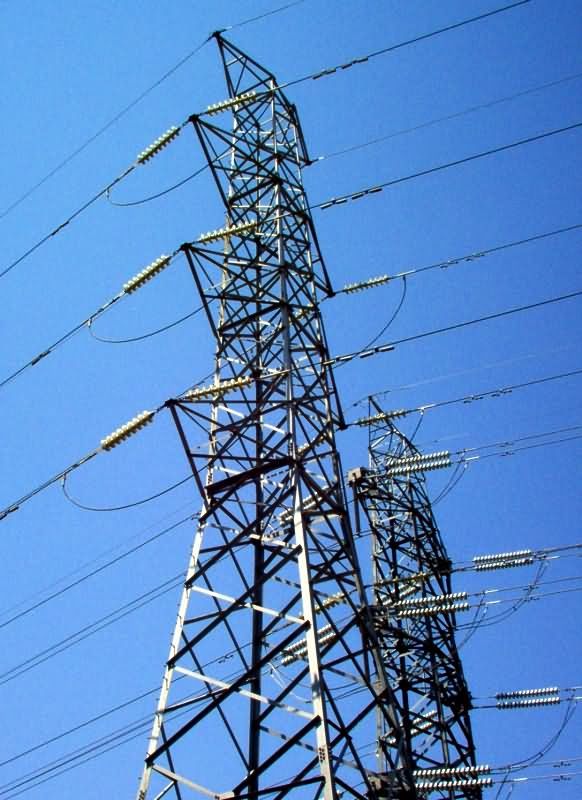
Електроопори для повітряних ліній електропередачі

Потужність електричного струму — фізична величина, що визначає швидкість передавання або перетворення електричної енергії. Одиницею вимірювання потужності в SI є ват (Вт, W).

## Потужність електричного струму
Миттєвою потужністю, називається добуток миттєвих значень напруги та сили струму на будь-якій ділянці електричного кола.
За визначенням, електрична напруга — це відношення роботи, яку Електричне поле виконує при перенесенні пробного електричного заряду з точки A у точку B, до величини пробного заряду. Тобто, можна сказати, що електрична напруга дорівнює роботі з перенесення одиничного заряду з точки А до точки B.  Іншими словами, при русі одиничного заряду ділянкою електричного кола він виконує роботу, що чисельно дорівнює електричній напрузі на даній ділянці кола. Робота, яку виконують ці заряди при русі від початку ділянки кола до його кінця, дорівнює роботі всіх одиничних зарядів.   
Потужність, за визначенням, — це робота за одиницю часу. Введемо позначення: U — напруга на ділянці AB (приймаємо її постійною на інтервалі Δ t), Q — кількість зарядів, що пройшли від А до B за час Δ t. А — робота, виконана зарядом Q під час руху ділянкою A-B, P — потужність. Записуємо вищенаведені міркування й отримуємо:  
| {\displaystyle P_{AB}={\frac {A}{\Delta t}}} |

Для одиничного заряду на ділянці AB:
| {\displaystyle P_{e(AB)}={\frac {U}{\Delta t}}} |

Для всіх зарядів:
| {\displaystyle P_{AB}={\frac {U}{\Delta t}}\cdot {Q}={U}\cdot {\frac {Q}{\Delta t}}} |

Оскільки струм це кількість зарядів за одиницю часу, тобто {\displaystyle I={\frac {Q}{\Delta t}}} за визначенням, у результаті отримуємо:
| {\displaystyle P_{AB}=U\cdot I} |

Вважаючи час нескінченно малим, можна прийняти, що величини напруги та струму за цей час, теж зміняться нескінченно мало. У підсумку, отримуємо наступне визначення миттєвої електричної потужності: миттєва потужність електричного струму p (t), що виділяється на ділянці електричного кола, є добуток миттєвих значень напруги u (t) і сили струму i (t) на цій ділянці:
| {\displaystyle p(t)=u(t)\cdot i(t).} |

Якщо ділянка кола містить резистор з електричним опором R, то
| {\displaystyle p(t)=i(t)^{2}\cdot R={\frac {u(t)^{2}}{R}}.} |

### Диференціальні вирази для електричної потужності
Потужність, що виділяється в одиниці об'єму, дорівнює:
| {\displaystyle w={\frac {dP}{dV}}=\mathbf {E} \cdot \mathbf {j} ,} де {\displaystyle \mathbf {E} } - напруженість електричного поля, {\displaystyle \mathbf {j} } - густина струму. Негативне значення скалярного добутку означає, що у даній точці потужність електричного струму не розсіюється, а генерується за рахунок роботи сторонніх сил. |

У лінійному ізотропному наближенні:
| {\displaystyle w=\sigma E^{2}={\frac {E^{2}}{\rho }}=\rho j^{2}={\frac {j^{2}}{\sigma }}}, де {\displaystyle \sigma \,{\overset {\underset {\mathrm {def} }{}}{=}}\,{\frac {1}{\rho }}} - питома електропровідність, величина, обернена питомому опору. |

У лінійному анізотропному наближенні (наприклад, у монокристалі або рідкому кристалі, а також при наявності ефекту Холла):
| {\displaystyle w=\sigma _{\alpha \beta }E_{\alpha }E_{\beta },} де {\displaystyle \sigma _{\alpha \beta }} - тензор провідності. |

## Потужність постійного струму
Оскільки значення сили струму і напруги постійні, та дорівнюють миттєвим значенням у будь-яку мить часу, то 
потужність можна обчислити за формулою:
| {\displaystyle P=I\cdot U.} |

Для пасивного лінійного кола, у якому виконується закон Ома, можна записати:
| {\displaystyle P=I^{2}\cdot R={\frac {U^{2}}{R}},} де R — електричний опір. |

Якщо коло містить джерело ЕРС, то потужність електричного струму, що віддається ним або поглинається на ньому, дорівнює:
| {\displaystyle P=I\cdot {\mathcal {E}},} де {\displaystyle {\mathcal {E}}} - ЕРС. |

Якщо струм усередині джерела живлення, направлено проти градієнта потенціалу (тече всередині джерела від плюса 

до мінуса), то потужність поглинається джерелом ЕРС з мережі (наприклад, під час роботи електродвигуна або зарядки акумулятора), якщо струм співнаправлений (тече всередині джерела живлення від мінуса до плюса), то потужність віддається джерелом у мережу (скажімо, за роботи гальванічної батареї або генератора). Під час обліку внутрішнього опору джерела ЕРС, потужність, що виділяється на ньому ({\displaystyle p=I^{2}\cdot r}) додається до потужності, що поглинається, або віднімається від потужності, що віддається.

## Потужність змінного струму

Складові потужності змінного струму: повна потужність (VA), активна потужність (W) та реактивна потужність (VAR). Косинус кута між лініями повної та активної потужностей, є коефіцієнтом потужності

У змінному електричному полі, формула для потужності постійного струму, виявляється непридатною. На практиці, найбільше значення має розрахунок потужності у колах змінної синусоїдальної напруги та струму.
Для того, щоби зв'язати поняття повної, активної, реактивної потужностей і коефіцієнту потужності, зручно звернутися до теорії комплексних чисел. Можна вважати, що потужність у колі змінного струму, виражається комплексним числом таким чином, що активна потужність є його дійсною частиною, реактивна потужність — уявною частиною, повна потужність — модулем, а кут φ (зсув фаз) — аргументом. Для такої моделі виявляються справедливими всі виписані нижче співвідношення.

### Активна потужність
Одиниця вимірювання — ват (W, Вт).
Середнє за період T значення миттєвої потужності називається активною потужністю: {\displaystyle ~P={\frac {1}{T}}\int \limits _{0}^{T}p(t)dt.} У колах однофазного синусоїдального струму {\displaystyle P=U\cdot I\cdot \cos \varphi ,} де U і I — середньоквадратичні значення напруги і струму, φ — кут зсуву фаз між ними. Для кіл несинусоїдного струму, потужність електричного струму, дорівнює сумі відповідних середніх потужностей окремих гармонік. Активна потужність, характеризує швидкість незворотного перетворення електричної енергії в інші види енергії (теплову і електромагнітну). Активну потужність може бути також виражено через силу струму, напругу й активну складову опору кола r або її провідність g за формулою {\displaystyle P=I^{2}\cdot r=U^{2}\cdot g.} У будь-якому електричному колі, як синусоїдного, так і несинусоїдного струму, активна потужність всього кола, дорівнює сумі активних потужностей окремих частин кола; для трифазних кіл, потужність електричного струму визначається як сума потужностей окремих фаз. З повною потужністю S, активна, пов'язана співвідношенням {\displaystyle P=S\cdot \cos \varphi .}
У теорії довгих ліній (аналіз електромагнітних процесів у лінії передачі, довжина якої порівнянна з довжиною електромагнітної хвилі), повним аналогом активної потужності є транзитна потужність, яка визначається як різниця між потужністю, що передається далі, та потужністю, відбитою назад.

### Реактивна потужність
Одиниця вимірювання — вольт-ампер реактивний (var, вар)
Реактивна потужність — величина, що характеризує навантаження, що створюють в електротехнічних пристроях, коливання енергії електромагнітного поля у колі синусоїдного змінного струму, дорівнює добутку середньоквадратичних значень напруги U та струму I, помноженому на синус кута зміщення фаз φ між ними: {\displaystyle Q=U\cdot I\cdot \sin \varphi } (якщо струм відстає від напруги, зсув фаз вважається позитивним, якщо випереджає — негативним). Реактивну потужність пов'язано з повною потужністю S і активною потужністю Р, співвідношенням: {\displaystyle ~|Q|={\sqrt {S^{2}-P^{2}}}}.
Фізичний сенс реактивної потужності — це енергія, що передається від джерела на реактивні елементи приймача (індуктивності, конденсатори, обмотки двигунів), а потім повертається цими елементами назад до джерела, протягом одного періоду коливань, віднесена до цього періоду.
Необхідно відзначити, що величина sin φ для значень φ від 0 до плюс 90 ° є позитивною величиною. Величина sin φ для значень φ від 0 до −90 ° є від'ємною величиною. Згідно з формулою Q = UI sin φ, реактивна потужність може бути як позитивною величиною (якщо навантаження має активно-індуктивний характер), так і від'ємною (якщо навантаження має активно-ємнісний характер). Така обставина підкреслює той факт, що реактивна потужність не бере участь у роботі електричного струму. Коли пристрій має позитивну реактивну потужність, то прийнято говорити, що він її споживає, а коли негативну — то виробляє. Але це чиста умовність, пов'язана з тим, що більшість пристроїв, які споживають електрику (наприклад, асинхронні двигуни), а також винятково активне навантаження, що під'єднується через трансформатор, є активно-індуктивними.
Синхронні генератори, встановлені на електричних станціях, можуть як виробляти, так і споживати реактивну потужність, залежно від величини струму збудження, що протікає в обмотці ротора генератора. Завдяки цій особливості синхронних електричних машин, здійснюється регулювання заданого рівня напруги мережі. Для усунення перевантажень і підвищення коефіцієнта потужності електричних установок, здійснюється компенсація реактивної потужності.
Застосування сучасних електричних вимірювальних перетворювачів на мікропроцесорній техніці, дозволяє виробляти точнішу оцінку величини енергії, що повертається від індуктивного та ємнісного навантаження до джерела змінної напруги.
Вимірювальні перетворювачі реактивної потужності, що використовують формулу Q = UI sin φ, простіші і значно дешевші вимірювальних перетворювачів на мікропроцесорній техніці.

### Повна потужність
Одиниця повної електричної потужності — вольт-ампер (V · A, В · А)
Повна потужність — величина, що дорівнює добутку дійсних значень періодичного електричного струму I у колі і напруги U на її затисках:S = U · I; пов'язана з активною і реактивною потужностями співвідношенням: {\displaystyle S={\sqrt {P^{2}+Q^{2}}},} де Р — активна потужність, Q — реактивна потужність (при індуктивному навантаженні Q> 0, а при ємнісний Q' '<0).
Векторна залежність між повною, активною і реактивною потужностями, виражається формулою:
{\displaystyle {\stackrel {\longrightarrow }{S}}={\stackrel {\longrightarrow }{P}}+{\stackrel {\longrightarrow }{Q}}.}
Повна потужність, має практичне значення, як величина, що описує навантаження, котрі фактично накладаються споживачем на елементи підвідної електромережі (дроти, кабелі, розподільні щити, трансформатори, лінії електропередачі), оскільки ці навантаження залежать від споживаного струму, а не від фактично використаної споживачем енергії. Саме тому номінальна потужність трансформаторів і розподільних щитів вимірюється у вольт-амперах, а не у ватах.

### Комплексна потужність
Потужність, аналогічно імпедансу, можна записати у комплексному вигляді:
{\displaystyle {\dot {S}}={\dot {U}}{\dot {I}}^{*}=I^{2}{\dot {Z}}={\frac {U^{2}}{{\dot {Z}}^{*}}},} де {\displaystyle {\dot {U}}} — комплексна напруга, {\displaystyle {\dot {I}}} — комплексний струм, {\displaystyle {\dot {Z}}} — імпеданс, * — оператор комплексного спряження.
Модуль комплексної потужності {\displaystyle \left|{\dot {S}}\right|} дорівнює повній потужності S. Дійсна частина {\displaystyle \mathrm {Re} ({\dot {S}})} дорівнює активній потужності Р, а уявна {\displaystyle \mathrm {Im} ({\dot {S}})} — реактивної потужності Q з коректним знаком, залежно від характеру навантаження.

### Неактивна потужність
Неактивна потужність (пасивна потужність) — це потужність нелінійних спотворень струму, вона дорівнює кореню квадратному з різниці квадратів повної та активної потужностей у колі змінного струму. У колі з синусоїдною напругою, неактивна потужність дорівнює кореню квадратному із суми квадратів реактивної потужності та потужностей вищих гармонік струму. За відсутності вищих гармонік, неактивна потужність дорівнює модулю реактивної потужності.
Під потужністю гармоніки струму, розуміється добуток дійсного значення сили струму даної гармоніки, на дійсне значення напруги.
Наявність нелінійних спотворень струму у колі, означає порушення пропорційності між миттєвими значеннями напруги й сили струму, викликане нелінійністю навантаження, наприклад коли навантаження має реактивний або імпульсний характер. У разі лінійного навантаження, сила струму у колі, пропорційна миттєвому значенню, вся споживана потужність є активною. За нелінійного навантаження, збільшується удавана (повна) потужність у колі за рахунок потужності нелінійних спотворень струму, яка не бере участі у здійсненні роботи. Потужність нелінійних спотворень не є активною і включає у себе як реактивну потужність, так і потужність інших спотворень струму. Ця фізична величина, має розмірність потужності, оскільки, як одиницю вимірювання неактивної потужності, можна використовувати В ∙ А (вольт-ампер) або вар (вольт-ампер реактивний). Вт (ват) використовувати небажано, щоби неактивну потужність не сплутати з активною.

### Зв'язок неактивної, активної і повної потужностей
Величину неактивної потужності позначимо N. Через i позначимо вектор струму, через u — вектор напруги. Літерами I і U будемо позначати відповідні дійсні значення:
{\displaystyle ~I={\sqrt {(i,i)}},}
{\displaystyle ~U={\sqrt {(u,u)}}.}
Уявімо вектор струму i, у вигляді суми двох ортогональних складових i  a  і i  p , які назвемо відповідно активною і пасивною. Оскільки у здійсненні роботи, бере участь лише складова струму, що колінеарна напрузі, вимагатимемо, щоб активна складова була колінеарна напрузі, тобто i  a  = λ u, де λ — деяка константа, а пасивна — ортогональна, тобто {\displaystyle ~(i_{p},u)=0.} Маємо
{\displaystyle ~i=i_{a}+i_{p}=\lambda u+i_{p}.}
Запишемо вираз для активної потужності P, скалярно помноживши останню рівність на u:
{\displaystyle ~P=(i,u)=\lambda (u,u)+(i_{p},u)=\lambda U^{2}.}
Звідси знаходимо {\displaystyle ~\lambda ={P \over U^{2}},}
{\displaystyle ~i_{p}=i-{P \over U^{2}}u.}
Вираз для величини неактивної потужності має вигляд {\displaystyle ~N=U{\sqrt {(i_{p},i_{p})}}={\sqrt {S^{2}-P^{2}}},} де S = U I — повна потужність.
Для повної потужності кола справедливе уявлення, яке аналогічне виразу для кола з гармонійними струмом і напругою, тільки замість реактивної потужності використовується неактивна потужність:
{\displaystyle ~S^{2}=P^{2}+N^{2}.}
Таким чином, поняття неактивної потужності, є одним зі способів, узагальнення поняття реактивної потужності для випадку несинусоїдних струму та напруги. Неактивна потужність іноді, називається реактивною потужністю за Фрізе.

## Вимірювання
- Для вимірювання електричної потужності застосовуються ватметри і варметри; можна також використовувати непрямий метод, за допомогою вольтметра й амперметра.
- Для вимірювання коефіцієнта реактивної потужності, застосовують фазометри
- Державний еталон — ГЕТ 153-86 Державний спеціальний еталон одиниці електричної потужності у діапазоні частот 40-2500 Гц.

## Потужність деяких електричних приладів
У таблиці вказані значення потужності деяких споживачів електричного струму:
| Електричний прилад              | Потужність, Вт    |
| ------------------------------- | ----------------- |
| Лампочка ліхтарика              | 1                 |
| Лампа люмінесцентна побутова    | 5 … 30            |
| Лампа розжарювання побутова     | 25 … 150          |
| Холодильник побутовий           | 15 … 200          |
| Електропилосос                  | 100 … 1800        |
| Електрична праска               | 300 … 2200        |
| Пральна машина                  | 350 … 2000        |
| Електрична плитка               | 1000 … 2000       |
| Зварювальний апарат побутовий   | 1000 … 5500       |
| Двигун трамвая                  | 45 000 … 50 000   |
| Двигун електровоза              | 650 000           |
| Електродвигуни прокатного стану | 6 000 000 … 9 000 |

Більшість побутових приладів розраховані на напругу 220 В, але на різну силу струму. Тому потужність споживачів електроенергії різна.